# Кахадзе Русудан Давидівна
Русудан Давидівна Кахадзе (1923, село Діді Джихаїші, тепер Самтредський муніципалітет, Грузія — ?) — грузинська радянська діячка, інженер-технолог Кутаїського літопонного заводу Грузинської РСР. Депутат Верховної ради СРСР 4-го скликання.

## Життєпис
У 1937 році вступила до комсомолу. У 1939 році закінчила Кутаїську середню школу.
У 1939—1944 роках — студентка хіміко-технологічного факультету Грузинського політехнічного інституту імені Кірова в Тбілісі.
У 1944—1952 роках — начальник зміни літопонного цеху, інженер виробничо-технічного відділу Кутаїського літопонного заводу Грузинської РСР.
Член ВКП(б) з 1950 року.
У листопаді 1952 — червні 1953 року — інструктор промислово-транспортного відділу Кутаїського міського комітету КП Грузії.
З червня 1953 року — інженер-технолог виробничо-технічного відділу Кутаїського літопонного заводу Грузинської РСР.
Подальша доля невідома.